# Coenomyiodes edwardsi
Coenomyiodes edwardsi är en tvåvingeart som beskrevs av Enrico Adelelmo Brunetti 1920. Coenomyiodes edwardsi ingår i släktet Coenomyiodes och familjen lövträdsflugor. Inga underarter finns listade i Catalogue of Life.